# Rebecca James
Rebecca „Becky“ Angharad James (* 19. November 1991 in Abergavenny, Wales) ist eine ehemalige walisische Radrennfahrerin.

## Sportliche Laufbahn
Rebecca James war spezialisiert auf die Kurzzeitdisziplinen des Bahnradsports. 2010 wurde sie in Sankt Petersburg Europameisterin (Nachwuchs) im Sprint und errang Silber im 500-Meter-Zeitfahren. Bei den Commonwealth Games 2010 in Neu-Delhi wurde sie Zweite im Sprint und Dritte im Zeitfahren. Bei den Bahnradsport-Weltmeisterschaften 2011 in Apeldoorn belegte sie im Sprint Rang neun und im Zeitfahren Platz sieben.
2009 wurde James in Moskau zweifache Junioren-Weltmeisterin, im Sprint und im Keirin. Während dieser WM stellte sie am 13. August 2009 einen Juniorinnen-Weltrekord über 200 Meter fliegend mit 11,093 Sekunden auf. Bei den Bahnradsport-Weltmeisterschaften 2013 in Minsk wurde Rebecca James Weltmeisterin im Sprint und im Keirin; im Teamsprint belegte sie gemeinsam mit Victoria Williamson Platz drei wie auch im Zeitfahren. Damit war sie die erfolgreichste Sportlerin dieser Weltmeisterschaften.
Im Jahr darauf hatte Rebecca James eine Krebsoperation am Unterleib, anschließend erlitt sie eine schwere Knieverletzung, so dass die Fortsetzung ihrer Karriere in Frage stand. Bei den Bahnradsport-Weltmeisterschaften 2016 in London hatte sie ihr Comeback und errang die Bronzemedaille im Keirin. Im selben Jahr wurde sie für die Teilnahme an den Olympischen Spielen in Rio de Janeiro nominiert und errang dort die Silbermedaille im Keirin.
Im August 2017 erklärte Becky James, die seit den Olympischen Spielen kein Rennen mehr gefahren war, ihren Rücktritt vom Leistungsradsport. Als Gründe wurden ihre gesundheitlichen Probleme sowie die Kontroversen um den Technischen Direktor Shane Sutton, die zu seinem Rücktritt führten und als dessen Protegé sie galt, vermutet. Sie wolle jetzt, so ihre Ankündigung, ihre Leidenschaft für das Backen von Hochzeits- und Geburtstagstorten zum Beruf machen.

## Ehrungen
2010 wurde James für die Wahl zur „BBC Wales Sports Personality of the Year“ nominiert und belegte den zweiten Platz hinter dem Fußballspieler Gareth Bale. 2013 wurde sie zur „Junior-Sportlerin des Jahres“ in Großbritannien gewählt.

## Familie
Rebecca James ist eine Schwester der beiden Radsportlerinnen Rachel und Ffion James. Seit Juni 2019 ist sie mit dem walisischen Rugbyspieler George North verheiratet. Im Mai 2020 verkündete das Paar die Geburt des ersten Kindes.

## Erfolge
2009

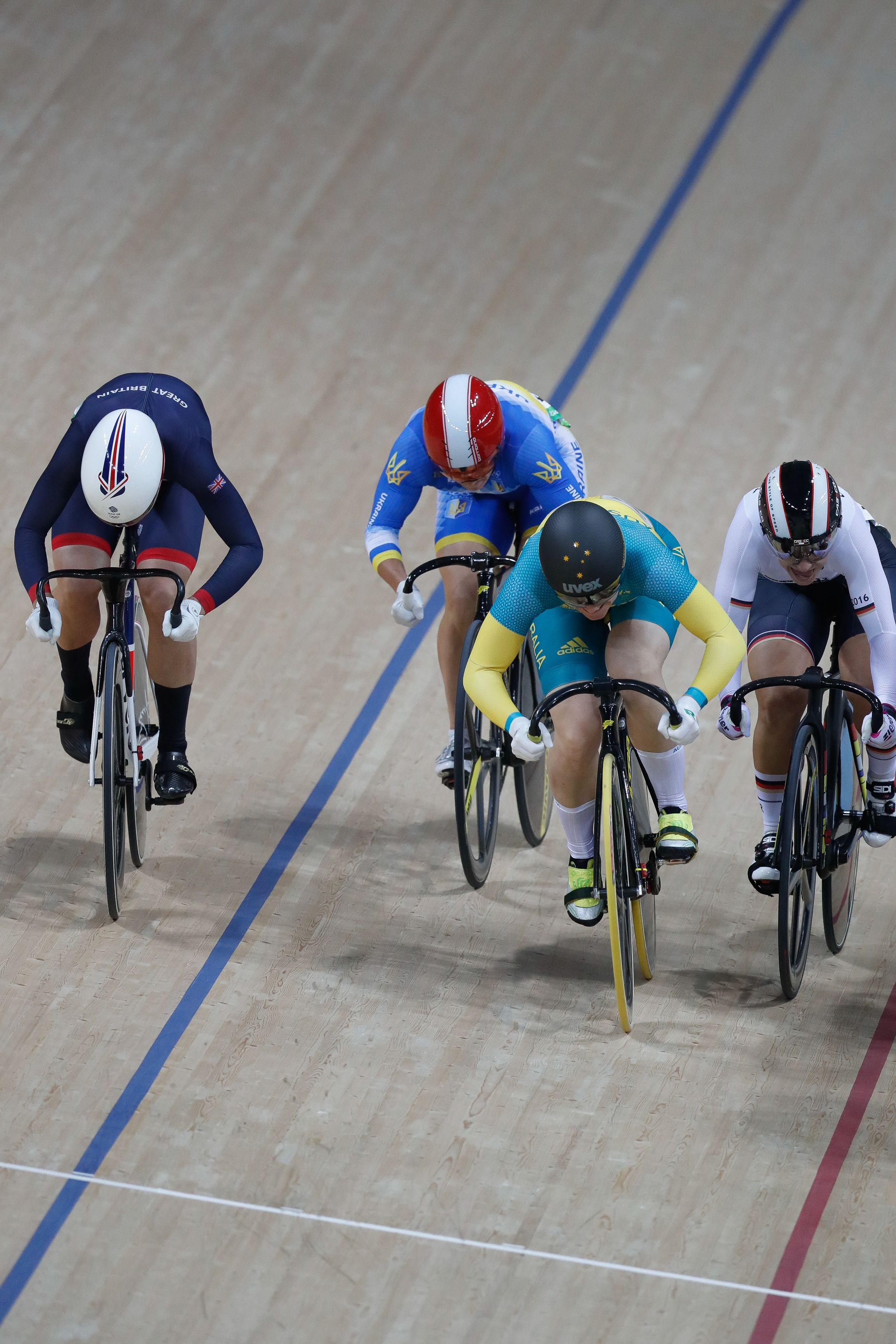
Becky James (l.) im Keirinfinale der Olympischen Spiele in Rio

- Junioren-Weltmeisterin – Keirin

2010
- Commonwealth Games – Sprint
- Commonwealth Games – 500-Meter-Zeitfahren
- U23-Europameisterin – Sprint
- U23-Europameisterschaft – 500-Meter-Zeitfahren

2011
- Britische Meisterin – Sprint, Keirin
- U23-Europameisterin - Teamsprint (mit Jessica Varnish)
- U23-Europameisterschaft – 500-Meter-Zeitfahren

2012
- Bahnrad-Weltcup in Cali – Teamsprint (mit Jessica Varnish)
- Bahnrad-Weltcup in Glasgow – Teamsprint (mit Jessica Varnish)
- U23-Europameisterschaft – Teamsprint (mit Victoria Williamson)
- U23-Europameisterschaft – Sprint, Keirin
- Britische Meisterin – Sprint, Keirin, 500-Meter-Zeitfahren

2013
- Weltmeisterin – Keirin, Sprint
- Weltmeisterschaft – 500-Meter-Zeitfahren, Teamsprint (mit Victoria Williamson)
- Europameisterschaft – Teamsprint (mit Jessica Varnish)
- U23-Europameisterschaft – Teamsprint (mit Victoria Williamson)

2014
- Weltmeisterschaft – Keirin, Teamsprint (mit Jessica Varnish)

2016
- Olympische Spiele – Keirin, Sprint
- Weltmeisterschaft – Keirin